# Guapí
Guapí là một khu tự quản thuộc tỉnh Cauca, Colombia. Thủ phủ của khu tự quản Guapí đóng tại Guapí Khu tự quản Guapí có diện tích 2688 ki lô mét vuông. Đến thời điểm ngày 28 tháng 5 năm 2005, khu tự quản Guapí có dân số 23505 người.